# つく舞
つく舞（つくまい）とは、高い柱（つく柱）を立て地面へ綱を張り、さまざまな動物に扮した演じ手が柱や綱の上で軽業を演じる芸能である。奈良時代に中国から伝来した散楽の流れを汲むとされ、室町時代から近世初頭に流行した蜘蛛舞という曲芸に近似しているともいわれる。
主に利根川下流域に多く伝えられ、千葉県旭市の太田のエンヤーホー、同県多古町のしいかご舞、野田市の野田の津久舞、茨城県龍ケ崎市の龍ヶ崎の撞舞が選択無形民俗文化財に選ばれている。